# Norm Macdonald
Norman Gene "Norm" Macdonald (Québec, 17. listopada 1959.) bio je kanadski komičar, pisac i glumac.
Na početku karijere sudjelovao je u pisanju scenarija za humoristične serije kao što su Roseanne i The Dennis Miller Show. Godine 1993. postao je jedan od scenarista za emisiju Saturday Night Live i njezin redoviti član – pojavio se u pet sezona, a tijekom tri i pol sezone bio je voditelj dijela emisije pod imenom Weekend Update. U to je vrijeme gostovao i u emisijama kao što su The Drew Carey Show i NewsRadio. Nakon što je izbačen iz SNL-ove postave, napisao je scenarij za film Dirty Work i glumio u glavnoj ulozi, a od 1999. do 2001. glumio je u vlastitoj humorističnoj seriji The Norm Show.